# 男鹿和雄
男鹿 和雄（おが かずお、1952年2月29日 - ）は、アニメーション美術監督、挿絵画家。株式会社でほぎゃらりーアドバイザー。宮崎駿、高畑勲、川尻善昭らの作品を支えてきた日本を代表する美術監督である。

## 経歴
1952年、秋田県仙北郡太田町（現：大仙市）三本扇に生まれる。秋田県立角館高等学校卒業後、デザイン系専門学校を一年で中退。学校に通う途中、アニメーションの広告を見かけて背景を描くようになる。1972年、小林プロダクションに入社、代表の小林七郎に師事する。1975年に看板製作の仕事に転職するも、1977年に『家なき子』制作の為に同プロダクションに復帰。その後はマッドハウスに移籍し、椋尾篁の下で『幻魔大戦』『カムイの剣』などのアニメに参加。美術監督としては『はだしのゲン』『時空の旅人』『妖獣都市』などを手がけた。『妖獣都市』では川尻善昭監督の大胆な色彩と渋い演出など新たな美術の面白さに影響を受ける。
1987年、新作の美術監督を探していた宮崎駿監督にスカウトされ『となりのトトロ』の美術を担当する。真夏の田舎の情景を表現したDパートの背景画はもはやアートの域に達しており、「緑（色）の使い方に天賦の才がある」と宮崎に評され、宮崎・高畑両監督の高い評価を得る。
おもひでぽろぽろでは当時住んでいた日野市豊田駅前商店街が描かれている。 
現在は八王子にある自宅のアトリエを拠点に活動し、数々のスタジオジブリ作品の背景美術の要として、両監督を支え続けている。また、挿画や絵本、エッセーなどアニメーション以外の仕事も手がけている。
2003年から始まったコープえひめ主催のえひめ児童版画コンクール「天才ちるどれん」の審査委員長を務めている。
2006年、宮沢賢治原作のDVD絵本『種山ヶ原の夜』を監督。

## 展覧会
2007年7月、東京を皮切りに全国9都市で個展「ジブリの絵職人・男鹿和雄展」が開催された。東京展では30万人に迫る入場者数を記録した。
| 開催都市       | 展覧会場             | 開催期間                      |
| -------------- | -------------------- | ----------------------------- |
| 東京都江東区   | 東京都現代美術館     | 2007年7月21日〜9月30日        |
| 愛知県名古屋市 | 松坂屋美術館         | 2008年5月1日〜20日            |
| 北海道札幌市   | 札幌芸術の森美術館   | 2008年7月12日〜9月15日        |
| 秋田県仙北市   | 角館町平福記念美術館 | 2008年9月20日〜11月4日        |
| 愛媛県松山市   | 愛媛県美術館         | 2008年11月22日〜2009年1月18日 |
| 長崎県長崎市   | 長崎県美術館         | 2009年4月4日〜6月14日         |
| 長野県長野市   | 長野県信濃美術館     | 2009年6月27日〜8月27日        |
| 新潟県新潟市   | 新潟県立万代島美術館 | 2009年9月19日〜11月29日       |
| 兵庫県神戸市   | 兵庫県立美術館       | 2009年12月8日〜2010年2月7日   |

## 主な作品

### アニメーション

#### テレビ
- 1972年
  - 樫の木モック 背景
  - ど根性ガエル 背景
- 1973年 侍ジャイアンツ 背景
- 1974年 はじめ人間ギャートルズ 背景
- 1975年 ガンバの冒険 美術設定・背景
- 1975年 元祖天才バカボン 美術設定
- 1977年 家なき子 美術設定・背景
- 1978年 宝島 美術監督補
- 1979年 アンネフランク物語 背景
- 1980年
  - 坊っちゃん 背景
  - あしたのジョー2 美術
- 1988年 夏服の少女たち 〜ヒロシマ・昭和20年8月6日〜 美術監督
- 1995年 ルパン三世 ハリマオの財宝を追え!! 背景
- 2004年 ファンタジックチルドレン 背景
- 2009年 川の光 背景

#### OVA
- 1988年
  - 魔界都市〈新宿〉 背景
  - 悪魔の花嫁 蘭の組曲 背景
  - 風を抜け! 背景
  - 妖精王 背景
- 1989年 MIDNIGHT EYE ゴクウ 背景

#### 映画
- 1973年 パンダコパンダ 雨ふりサーカスの巻 背景
- 1979年 劇場版エースをねらえ! 背景
- 1980年
  - 劇場版まことちゃん 美術
  - 劇場版あしたのジョー2 美術設定
- 1981年 ユニコ 美術
- 1982年 スペースアドベンチャー コブラ 美術監督補
- 1983年
  - 幻魔大戦 美術
  - はだしのゲン 美術監督
- 1983年 ユニコ 魔法の島へ 背景
- 1984年 SF新世紀レンズマン 背景
- 1985年 カムイの剣 美術
- 1986年
  - 時空の旅人 美術監督
  - はだしのゲン2 美術
- 1987年
  - ほえろブンブン 美術
  - 妖獣都市 美術監督
- 1988年 となりのトトロ 美術
- 1989年 魔女の宅急便 背景
- 1991年
  - おもひでぽろぽろ 美術監督
  - うる星やつら いつだってマイ・ダーリン 背景
- 1992年 紅の豚 美術
- 1993年 獣兵衛忍風帖 背景
- 1994年 平成狸合戦ぽんぽこ 美術監督
- 1995年
  - On Your Mark 背景
  - 耳をすませば 背景
- 1997年
  - もののけ姫 美術
  - るろうに剣心 -明治剣客浪漫譚- 維新志士への鎮魂曲 背景
- 2000年 バンパイアハンターD 背景
- 2001年
  - 千と千尋の神隠し 背景
  - 映画 犬夜叉 時代を越える想い 背景
- 2002年
  - WXIII 機動警察パトレイバー 美術協力
  - 猫の恩返し 背景
- 2004年 ハウルの動く城 背景
- 2006年
  - 種山ヶ原の夜 監督
  - 時をかける少女 背景
  - ゲド戦記 背景
- 2007年 HIGHLANDER ハイランダー 〜ディレクターズカット版〜 背景
- 2008年 崖の上のポニョ 背景
- 2009年 サマーウォーズ 背景
- 2010年 借りぐらしのアリエッティ 背景
- 2012年 ももへの手紙 背景
- 2013年 かぐや姫の物語 美術
- 2014年 思い出のマーニー 背景
- 2015年 バケモノの子 背景
- 2016年 この世界の片隅に 背景
- 2017年 メアリと魔女の花 背景
- 2018年 若おかみは小学生! 背景
- 2023年 君たちはどう生きるか 背景
- 2024年 ルックバック 背景

### 挿絵・イラストなど
- 1993年 C・W・ニコル著 LETTERS-赤鬼からの便り 挿絵
- 1997年 映画興行師 挿絵
- 1998年 吉永小百合/編 詩画集・小さな祈り 挿絵
- 2000年
  - 吉永小百合/編 第二楽章・ヒロシマの風 挿絵
  - 吉永小百合/編 第二楽章・長崎から 挿絵
- 2002年 山下景秋著 日本経済のことが面白いほど分かる本 表紙カバー絵
- 2003年 山本素石原作 ねずてん 絵
- 2004年 藤丸麻紀著 経済のニュースがスラスラわかる本 表紙カバー絵
- 2008年 野坂昭如 戦争童話集 沖縄篇 ウミガメと少年 絵
- 2009年 秋田、遊びの風景 文と絵
- 2014年 吉永小百合/編 ヒロシマの風 伝えたい、原爆のこと 挿絵
- 2015年 吉永小百合/編 ナガサキの命 伝えたい、原爆のこと 挿絵

### 画集・図録
- アニメージュ編集部編『The art of Totoro』徳間書店〈ジブリTHE ARTシリーズ(13)〉、1988年8月20日。ISBN 4-19-818580-8。
- アニメージュ編集部編『The art of Only Yesterday』徳間書店〈ジブリTHE ARTシリーズ(17)〉、1991年12月25日。ISBN 4-19-811120-0。
- アニメージュ編集部編『The art of Porco Rosso』徳間書店〈ジブリTHE ARTシリーズ〉、1992年10月30日、114 - 115 121頁。ISBN 4-19-812100-1。
- 男鹿和雄『男鹿和雄画集』徳間書店〈ジブリTHE ARTシリーズ〉、1996年6月1日。ISBN 4-19-860526-2。
- スタジオジブリ責任編集『The art of The Princess Mononoke』徳間書店〈ジブリTHE ARTシリーズ〉、1997年8月20日。ISBN 4-19-810002-0。
- 男鹿和雄『男鹿和雄画集Ⅱ』徳間書店〈ジブリTHE ARTシリーズ〉、2005年9月22日。ISBN 4-19-862074-1。
- 男鹿和雄『男鹿和雄展 図録』日本テレビ、スタジオジブリ、2007年1月1日。ISBN 4-88-660431-5。

### 関連DVD
- 『ジブリの絵職人 男鹿和雄展 トトロの森を描いた人。』（ブエナビスタホームエンターテイメント、2007年）